# Schwaz (distrito)
Schwaz é um distrito da Áustria no estado do Tirol.

## Cidades e Municípios
O distrito de Schwaz possui 39 municípios, um com estatuto de cidade (Stadtgemeinde), a capital Schwaz, e quatro com estatuto de mercado (Marktgemeide) (populações em 1/1/2010):
| Cidade: - Schwaz (12.921) Mercados: - Jenbach (6.897) - Mayrhofen (3.867) - Zell am Ziller (1.746) - Vomp (4.597) Municípios: - Achenkirch (2.119) - Aschau im Zillertal (1.600) - Brandberg (355) - Bruck am Ziller (989) - Buch in Tirol (2.574) - Eben am Achensee (2.798) - Finkenberg (1.516) - Fügen (3.764) - Fügenberg (1.315) - Gallzein (570) - Gerlos (777) - Gerlosberg (454) - Hainzenberg (673) - Hart im Zillertal (1.427) - Hippach (1.377) - Kaltenbach (1.206) - Pill (1.047) - Ramsau im Zillertal (1.574) - Ried im Zillertal (1.238) - Rohrberg (523) - Schlitters (1.378) - Schwendau (1.556) - Stans (1.905) - Steinberg am Rofan (291) - Strass im Zillertal (849) - Stumm (1.823) - Stummerberg (814) - Terfens (2.046) - Tux (1.899) - Uderns (1.631) - Weer (1.505) - Weerberg (2.300) - Wiesing (2.010) - Zellberg (649) |